# 守山市民病院
守山市民病院（もりやましみんびょういん）は、滋賀県守山市にある医療機関である。守山市病院事業の設置等に関する条例により設置された市立の病院である。

## 沿革
1972年（昭和47年）2月に前身となる医療法人御上会守山病院が開院し、1982年（昭和58年）4月に法人立の経営を守山市に移管して市立の病院になった。移行当時は病床数155床で、内科・外科・整形外科・小児科・産婦人科・脳神経外科・皮膚科が設置され、人工透析は10床だった。
1989年（平成元年）以降は形成外科の新設や検診業務の推進が図られたが、分娩件数の減少や高齢化の対応によって1993年（平成5年）10月に産婦人科を廃止して滋賀県初の療養型病床群病棟を開設した。また、施設全体に狭隘化や老朽化が見られること、快適面や衛生面の観点から改善が必要になったことから1991年（平成3年）から改修の検討に入り、1995年（平成7年）に同所での建て替えを決定、1996年（平成8年）から建設に着手し、1998年（平成10年）6月に竣工した。この改築で人工透析の病床が増加され、病室内のトイレや病棟ごとの浴室が設置されるなど快適な医療環境を目指し、耐震構造として安全な施設となった。また、1999年（平成11年）6月に別館の改造工事が竣工した。建物の整備後は2000年（平成12年）に策定した運営計画に基づき、眼科の開設・土曜日の開院・二次救急や小児救急の医療体制の整備が行われてきた。
2017年9月12日には守山市の宮本和宏市長は累積赤字が18億円を超える守山市民病院につき、社会福祉法人恩賜財団済生会へ経営移行することを正式に発表した。2018年4月から15年間の指定管理の後、2033年に譲渡する方針。

## 診療科
- 内科
- 小児科
- 外科
- 整形外科
- 脳神経外科
- 形成外科
- 眼科
- 皮膚科
- 泌尿器科
- リハビリテーション科
- 麻酔科（いたみの外来）
- 人工透析部

## 交通アクセス
- JR東海道本線（琵琶湖線）守山駅から近江鉄道バスまたはまめバス（大宝循環線）で守山市民病院前停留所、江若交通で守山市民病院停留所下車。
- 同駅から徒歩約20分。